# Мајдан (Кладањ)
Мајдан је насељено мјесто у општини Кладањ, Босна и Херцеговина.

## Становништво
|         | 2013.      | 1991.        | 1981.        | 1971.        | 1961.        |
| Укупно  | 0 (0,000%) | 146 (100,0%) | 200 (100,0%) | 186 (100,0%) | 176 (100,0%) |
| Срби    | –          | 145 (99,32%) | 199 (99,50%) | 186 (100,0%) | 175 (99,43%) |
| Хрвати  | –          | 1 (0,685%)   | –            | –            | 1 (0,568%)   |
| Бошњаци | –          | –            | 1 (0,500%)1  | –            | –            |

1. 1 На пописима од 1971. до 1991. Бошњаци су пописивани углавном као Муслимани.